# آدم إي. كورنيليوس
آدم إي. كورنيليوس (بالإنجليزية: Adam E. Cornelius)‏ هو رائد أعمال أمريكي، ولد في 1882، وتوفي في 1953.